# Отрадное (Краснодарский край)
Отра́дное — село в Лазаревском районе муниципального образования «город-курорт» Сочи Краснодарского края. Входит в состав Солохаульского сельского округа.

## География
Селение расположено в центральной части Лазаревского района города-курорта Сочи, по обоим берегам реки Шахе. Находится в 6 км к западу от окружного центра Харциз Первый, в 82 км к юго-востоку от районного центра Лазаревское и в 63 км к северо-западу от Центрального Сочи (по дороге).
Граничит с землями населённого пункта — Харциз Второй на юге. Селение делится на два микрорайона, расположенных по разные стороны реки Шахе.
Населённый пункт расположен в горной зоне Причерноморского побережья. Рельеф местности в основном холмистый с ярко выраженными колебаниями относительных высот. Средние высоты на территории села составляют около 329 метров над уровнем моря. Абсолютные высоты в окраинах села достигают 1000 метров над уровнем моря.
Гидрографическая сеть в основном представлена рекой Шахе. Ниже села в него впадает его крупнейший правый приток — Кичмай.
Климат на территории села влажный субтропический. Среднегодовая температура воздуха составляет около +13,5°С, со средними температурами июля около +23,0°С, и средними температурами января около +6,0°С. Среднегодовое количество осадков составляет около 1350 мм. Основная часть осадков выпадает в зимний период.

## История
Точная дата основания села не известно. По ревизии на 1 января 1917 года деревня Отрадная числилась в составе Сочинского округа Черноморской губернии.
С 30 июня 1920 года по 18 мая 1922 года село Отрадное числилось в составе Туапсинского отдела Кубано-Черноморской области.
По ревизии от 26 января 1923 года числилось в составе Лазаревской волости Кубано-Черноморской области.
С 26 декабря 1962 года по 16 января 1965 года село Отрадное, в связи с упразднением Лазаревского района, числилось в составе Туапсинского района.
В 1965 году селение Отрадное передано в состав Солох-Аульского сельского округа Лазаревского района города-курорта Сочи.

## Население
| 2002 | 2010 |
| ---- | ---- |
| 131  | →131 |

Национальный состав
По данным Всероссийской переписи населения 2010 года:
| Народ    | Численность, чел. | Доля от всего населения, % |
| -------- | ----------------- | -------------------------- |
| русские  | 113               | 86,3 %                     |
| украинцы | 6                 | 4,6 %                      |
| армяне   | 5                 | 3,8 %                      |
| другие   | 7                 | 5,3 %                      |
| всего    | 131               | 100 %                      |

## Инфраструктура
В селе слабо развита социальная инфраструктура. Ближайшие образовательные и здравоохранительные учреждения расположены в селе Харциз Первый.

## Улицы
В селе всего три улицы:
- Новопокровская — тянется вдоль правого берега реки Шахе.
- Успенская — тянется вдоль левого берега реки Шахе.
- Динская — поднимается в горы, в сторону села Харциз Второй.